# Attale III
Pour les articles homonymes, voir Attale.
 (mars 2017).
Attale III Philométôr (« Celui qui aime sa mère ») Évergète né en 171 av. J.-C. et mort en 133 av. J.-C., est le dernier roi de Pergame de la dynastie des Attalides.
Peu de sources concernant la personnalité d'Attale III Philomètôr nous sont parvenues. Ainsi il est difficile de cerner la vraie personnalité du dernier roi attalide, pourtant personnage clé dans la progression de l'impérialisme romain.

## Biographie
Attale III, fils d'Eumène II, naît en 171 av. J.-C. Il est associé au pouvoir royal par son oncle Attale II, ce dernier n'ayant pas de fils. Attale III succède à son oncle en 139. 
Par ses actes politiques, Attale III marque une rupture avec ses prédécesseurs : il décide, dès le début de son règne, de faire éliminer les conseillers (philoi) de ses prédécesseurs et met en place un culte divin pour le roi.
L'élément le plus important du règne d'Attale III est son testament, qui constitue une avancée majeure dans la constitution des provinces romaines d'Asie. Ainsi, il légalise juridiquement l'impérialisme romain.

## Testament d'AttaleIII
Dans son testament Attale III lègue son royaume au peuple romain. Plusieurs hypothèses peuvent expliquer ce geste : 
- la volonté de se protéger contre les membres de sa famille qui pouvaient attenter à sa vie pour s'emparer du trône alors qu'il n'avait pas d'héritier ;
- la peur que son royaume passe entre les mains d'un successeur indigne (tel que son frère illégitime Aristonikos) ;
- la nécessité de mettre fin à des troubles sociaux dans le royaume ;
- Attale III aurait eu conscience de la relation de « vassalité » dans laquelle se trouvait déjà son royaume avec Rome.

À la mort d'Attale III, Aristonikos, son frère illégitime, se proclame roi sous le nom de Eumène III et conteste le testament. Il refuse le démantèlement du royaume de Pergame au bénéfice des Romains. Il organise une guerre contre l'application du testament. Après quelques succès il est finalement vaincu en 129 par le consul Marcus Perperna.

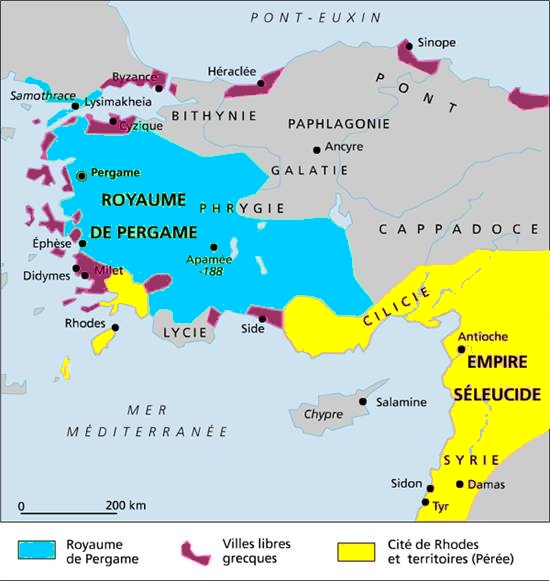
Royaume de Pergame à partir de 188 av. J.-C. (Paix d'Apamée).

Le testament d'Attale porte uniquement sur son royaume. Quelques cités n'étaient pas incluses au legs comme la cité d’Éphèse, libérée en 134 par Attale III, mais également des cités déclarées libres dans son testament comme Pergame, la capitale du royaume, et Sardes. Les autres cités avaient pour alternative de devenir sujettes de Rome ou rester sous la tutelle d'un roi attalide, Eumène III. La majeure partie du royaume préfère suivre Eumène III.
Les Romains acceptent le testament d'Attale III dès l'année de sa mort, en 133. Cependant, ils n'en font une province romaine d'Asie qu'en 129. Les Romains respectent la liberté accordée par Attale III aux cités et récompensent même les rois qui avaient combattu contre Eumène III en leur donnant certaines régions du royaume. Par exemple Mithridate V, le roi du Pont, reçut une partie de la Phrygie. Dans la nouvelle organisation du territoire par les Romains, Éphèse remplaça Pergame comme capitale.

## AttaleIIIdans les sources
- OGIS 338, 1. 1-9 (décret de Pergame) :  « Sous la prêtrise de Ménéstra[tos] (fils) d'Apollodoros, le 19 du mois Euméneios, il a été décrété par le peuple sur la proposition des stratèges : puisque le roi Attale Philomètor et Évergète [a quitté] le monde des hommes et qu'il a laissé notre cité libre, après lui avoir subordonné le territoire qu'il jugea bon de devenir territoire civique, et (puisque) sa volonté doit être ratifiée par les Romains et qu'il est [nécessaire] pour l'intérêt collectif que la liste des gens mentionnés ici entrent dans le corps des citoyens (...) ».
- L. Ampelius : « Les rois d'Asie et de Pergame (...). Attale, qui combattit souvent pour les Romains ; il soumit aux Romains toutes choses sur terre et sur mer : il fit en effet du peuple romain son héritier testamentaire »[4].
- Florus : « L'Espagne vaincue à l'Occident, le peuple romain était en paix du côté de l'Orient ; et il ne jouissait pas seulement de la paix, mais, « chance » inhabituelle et sans exemple, les rois lui laissaient en héritage leurs richesses et des royaumes entiers, à la fois. Attale, roi de Pergame, fils du roi Eumène, autrefois notre allié et notre compagnon d'armes, laissa un testament : « Que le peuple romain soit l'héritier de mes biens. Voici la liste des biens royaux... ». Recueillant donc l'héritage, le peuple romain gardait une province, non par la guerre et les armes, mais - ce qui est plus légitime - en vertu du droit testamentaire. Mais de celle-ci il est difficile de dire s'il eut plus de facilité à la perdre ou à la reconquérir. Aristonicus, jeune homme de sang royal, plein de fierté, n'a pas de peine à soulever les villes habituées à obéir à des rois ; il s'empara par la force du peu qui résistaient, Myndos, Samos, Colophon, tailla en pièce l'armée du préteur Crassus et le fit lui-même prisonnier. Mais celui-ci, se souvenant et de sa famille et du nom romain, crève avec une baguette les yeux de son garde barbare et le force ainsi - c'est ce qu'il voulait - à le tuer. Aristonicus ne tarda pas à être vaincu par Perperna, cerné et, à la suite de sa reddition, gardé dans les chaînes »[5].
- Pline : « Nos premières victoires sur l'Asie introduisirent le luxe en Italie, puisque L. Scipion fit porter dans son triomphe 1 400 livres d'argenterie ciselée et 1500 livres de vaisselle d'or, l'an 565 de la fondation de la Ville. Mais la donation qui nous fut faite de cette même Asie porta aux mœurs un coup encore bien plus rude, et l'héritage que nous reçûmes à la mort d'Attale nous fit plus de mal que la victoire de jadis. Car, dès lors, il n'y eut plus, à Rome, de honte à se porter acquéreur aux ventes des biens royaux ; c'était l'an 622 de la Ville, et dans l'intervalle de cinquante-sept ans nos concitoyens avaient appris non seulement à admirer, mais aussi à aimer l'opulence étrangère »[6].
- Plutarque :  « Attale Philomètor étant mort, Eudème de Pergame apporta un testament qui instituait comme héritier du roi le peuple romain. Aussitôt Tibérius proposa en faveur du peuple une loi stipulant que l'argent du roi qui était apporté serait  distribué aux citoyens à qui le sort avait fait attribuer des terres, pour leurs premiers frais d'installation et de culture du sol ; quant aux villes qui faisaient partie du royaume d'Attale, il déclara que le Sénat n'avait pas le droit d'en délibérer et qu'il en référerait lui-même au peuple. Cette attitude blessa le Sénat au plus haut point, et Pompéius se leva pour dire qu'étant voisin de Tibérius, il savait qu'Eudème de Pergame lui avait fait don de la pourpre et du diadème royaux, comme s'il devait régner sur Rome »[7].
- Strabon : « Attale devint non seulement l'ami des Romains mais combattit aussi à leurs côtés contre Philippe, avec la flotte de Rhodes. Il mourut vieux, après un règne de quarante trois années (...).Eumène, le plus âgé des fils, régna alors. Eumène combattit du côté des Romains contre Antiochos le Grand et contre Persée, et il reçut des Romains toute la région située du côté du Taurus qui appartenait à Antiochos (...). Après un règne de quarante-neuf années, Eumène laissa son royaume à Attale, le fils qu'il eut de Stratonicê (. . .) et désigna son frère Attale comme gardien à la fois de son fils, qui était extrêmement jeune, et de son royaume. Après un règne de trente et une années, son frère mourut dans un grand âge, heureux des succès de sa politique; par exemple, (...) il combattit du côté des Romains et laissa son royaume à Attale, avec un gardien. Attale, surnommé Philomètor, régna cinq années, mourut de maladie, et laissa aux Romains ses biens. Les Romains proclamèrent le territoire une province, l'appelant Asie, d'après le même nom qui désigne le continent »[8].
- Tite-Live : « Aristonicus, fils du roi Eumène, s'empara de l'Asie, alors qu'en vertu du legs testamentaire du roi Attale au peuple romain, elle devait être libre. Pour lutter contre lui, le consul P. Licinius Crassus, qui était en même temps grand pontife, partit d'Italie et fut vaincu et tué au cours d'un combat - ce qui n'était jamais arrivé jusque-là. Le consul M. Perperna vainquit Aristonicus et reçut sa soumission »[9].

### Ascendance
Sauf précision contraire, les dates de cet article sont sous-entendues « avant l'ère commune » (AEC), c'est-à-dire « avant Jésus-Christ ».